# Верхнетуломское водохранилище

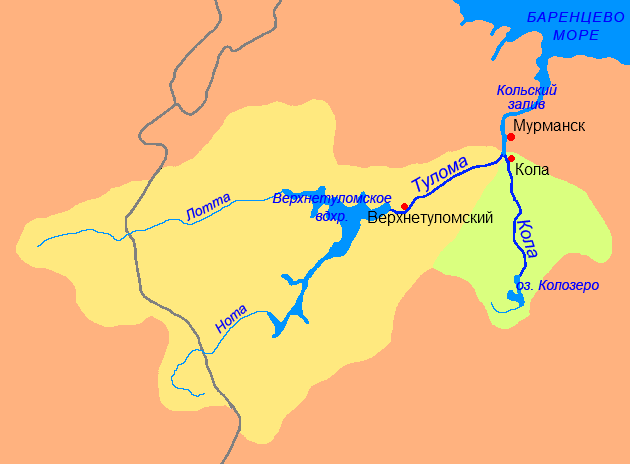
Бассейн Туломы и Колы

Верхнетуломское водохранилище — водохранилище на Кольском полуострове.
Образовано плотиной Верхнетуломской ГЭС на реке Тулома и озере Нотозеро. Заполнено в 1964—1965 годах. Площадь водного зеркала 745 км², объём 11,5 км³, длина 85 км, наибольшая ширина 20 км, средняя глубина 15 м. В результате заполнения водой оказался затопленным посёлок Ристикент.
Площадь водосбора 17,1 тыс. км². Уровень водохранилища колеблется в пределах 6 м, оно осуществляет многолетнее регулирование стока. Впадают реки Нота и Лотта. Создано в интересах энергетики, лесосплава, рыболовства и водоснабжения. На водохранилище расположен посёлок Верхнетуломский. Высота над уровнем моря — 80 м.